# В логове нечисти
«В логове нечисти» (англ. Where the evil dwells) — фэнтезийный роман американского писателя Клиффорда Саймака, написанный в 1982 году. Используется идея параллельной Земли, где действует магия.

## Сцена
Этот мир очень похож на нашу Землю, но у него совершенно другая история. Например, Римская империя не развалилась в четвёртом веке на Западную и Восточную, а осталась единой, со столицей в Риме. Рим — не только административная столица Империи, но и церковная. По прежнему Ойкумену контролируют расквартированные повсюду легионы. В ходу золотые безанты.

Римские историки сообщают, что от развала Империю спасло «своевременное» нашествие Нечисти, которая устремилась на земли Рима, подпираемая ордами варваров с востока и севера. Нечисть — это феи, эльфы, домовые, драконы, великаны-людоеды, тролли, гарпии, вурдалаки. Под угрозой вторжения Нечисти Риму пришлось забыть о раздираемых внутренних противоречиях и сосредоточить силы на отражении угрозы.

Кроме Нечисти упоминаются ещё и Древние. Легенды гласят, что они появились на Земле раньше Нечисти, «спустившись со звёзд».  Древние обычно спят, набираясь сил, чтобы уничтожить всё на Земле. Нечисть завладела многими знаниями Древних, то ли обменом, то ли обманом. Поэтому Древние ненавидят Нечисть. Иногда кое-кто из Древних на несколько минут просыпается, и тогда Нечисти приходится несладко.

## Сюжет
Лорд Чарльз Харкорт живёт в замке своего отца недалеко от Реки. По ту сторону реки находятся так называемые «Брошенные Земли». Это бывшая римская провинция. В давние времена там жили люди. С приходом Нечисти почти все люди либо покинули эти земли, либо были убиты.
Рауль, дядя Чарльза,  после долгого и опасного путешествия по «Брошенным землям» возвращается в замок. Он рассказывает о некой призме, которая находится в самом сердце этих земель. Согласно легенде в этой призме находится дух, который способен уничтожить всю Нечисть. Кроме того, Рауль упомянул, что слышал в тех местах имя Элоизы. Элоиза — это бывшая возлюбленная Чарльза, трагически пропавшая семь лет назад при падении замка Фонтен. 
Чарльз Харкорт решает отправиться в эти земли, на поиски призмы и Элоизы. Дядя одобряет его решение, но говорит Харкорту, что в одиночку ему не справиться. Большим отрядом тоже нельзя отправляться, ибо он будет замечен Нечистью. Взяв трех спутников, Харкорт отправляется на поиски. Вместе с ним идут аббат Гай, Шишковатый, Иоланда. Их главная задача — оставшись незамеченными, проникнуть в поместье, где спрятана призма и как-то её заполучить. Однако не всё идёт по плану.

## Действующие лица
- Чарльз Харкорт — лорд, владелец земель и замка. На момент сюжета ему примерно 27 лет.Семь лет назад во время нашествия Нечисти в двадцатилетнем возрасте  храбро сражался с ней на стенах замка.  Его мать Маргарет, родом из Южной Галлии, вышла замуж за лорда Харкорта, и переехала в родовой замок Харкортов. Когда Чарлзу едва исполнился год, его отец погиб на охоте. После гибели мужа Маргарет вызвала из Галлии своего отца, деда Чарльза, и своего брата Рауля, его дядю. Прибыв в замок, дед привез с собой Шишковатого.
- Шишковатый — гуманоид.  Его имя Аларих. Сам заявляет, что не является человеком, а является представителем древнего племени. Ходит в набедренной повязке. Живет в замке, сколько Чарльз себя помнит. Фактически — и нянька, и воспитатель, и телохранитель Чарльза.  Шишковатый — скорее его прозвище, учитывающее строение тела Алариха. У него бугристое тело, кривые ноги, шеи нет вообще, а голова растет откуда-то из груди.
- Гай, аббат — монах из местного аббатства. Очень высокий мужчина, с гулким басом, на темени выбрита тонзура, носит густую черную бороду. Уже семь лет, как во время нашествия Нечисти погиб настоятель аббатства. Гаю пришлось выполнять его обязанности. Он ждет утверждения в сане шесть лет. Рассказал Чарльзу о двух хрустальных призмах. Одна, небольшая призма, хранилась в аббатстве, а вторая, побольше, находится где-то в Брошенных землях. Во второй призме, изготовленной волшебником и колдуном Лазандрой, якобы, заключен дух некого святого.
- Иоланда — сирота, живет у мельника. Появилась в деревне семилетней, много лет назад, при загадочных обстоятельствах. Одета в рваный плащ с капюшоном, из под которого выбиваются льняные волосы. Худое изможденное лицо с васильковыми глазами. Руки сильные и загрубевшие от постоянного физического труда. У нее есть увлечение — она вырезает из дерева разные фигурки. Чаще всего статуэтки святых для аббатства.
- Децим Аполлинарий Валентуриан — командир манипулы (в некоторых переводах  «роты»). Отправился в Брошенные земли в разведку со своими бойцами в составе когорты.
- Жан — мельник. Приютил Иоланду, вырастил и воспитал, как собственную дочь. Хромает в результате раны, полученной в битве, когда Нечисть осадила замок Харкорт. С уважением относится к увлечению дочери, и даже построил ей отдельный сарай-мастерскую, где Иоланда может работать над статуэтками.
- Коробейник — ветхий старичок, приютивший отряд на ночь. Представился, как Андре. Небольшого роста, сутулая осанка. Загорелое  лицо  гладко выбрито, на щеках топорщатся бакенбарды. Одет в овчину, драные штаны до колен, ходит босиком. Утверждает, что торгует всяческими безделушками. Подарил Иоланде красивую морскую раковину, в которой «шумит море». На самом деле старичок оказался могучим колдуном, а раковина — средством связи, через которое колдун шептал девушке, куда идти и чего опасаться. Чарльз не может заставить себя доверять ему, хотя старичок трижды спасал отряд от полного уничтожения.
- Агард — великан-людоед из Брошенных земель. Высок, толст, тело покрыто темной, с проседью, шерстью. Из пасти торчат клыки. Левая кисть отсутствует. Признался, что руку потерял в битве при осаде замка Харкорт. Предупредил отряд Чарлза, чтобы те не совались к поместью, где, как предполагал Рауль, хранится призма Лазандры.
- Нэн — ведьма. Выглядит, как древняя старуха. Утверждает, что она никакая не колдунья, а лишь обыкновенная знахарка. Тем не менее, у нее очень богатая грамотная речь, она много читает древние рукописи, а на левой руке носит перстень с огромным рубином. Поскольку лечит всех, в том числе и Нечисть, ее обитатели Брошенных земель не трогают. Вылечила аббата Гая, когда того укусила гарпия. Показала дорогу к храму. Коробейник раскрывает ее инкогнито, назвав ее по настоящему имени: «леди Маргарет». Леди Маргарет оказалась в Брошенных землях, разыскивая свою пропавшую дочь Марджери.